# Дайте им умереть
«Дайте им умереть» — роман харьковских писателей Громова и Ладыженского, пишущих под псевдонимом Генри Лайон Олди. Написан в 1996 году. Роман заканчивает «Кабирский цикл»:8 и описывает мир Кабира в современном нам состоянии, через несколько веков после событий романа «Путь меча». В романе «Я возьму сам» Кабир предстаёт как небольшой городок, которому суждено стать столицей империи; в «Пути меча» — как процветающий торговый город, где сходятся торговые пути периода позднего Средневековья; в романе «Дайте им умереть» — как город времени написания книги, мегаполис конца XX века.
В отличие от «Пути меча», в «Дайте им умереть» язык оружия понимает только ребёнок (здесь возникает идея мессианства), взрослые же за эти несколько веков разучились разговаривать со своим оружием.

## Сюжет
Оружие решило покончить с собой, потому что ему больно стрелять. Мир захватили эпидемии, проходящие по документам как «Спи, сынок» и «Проказа Самострел», и только смерть маленькой девочки может уберечь его от полного самоуничтожения.
А старый эспадон Гвениль мечтает о сильной руке и смерти в бою.

## Главные герои
- Ниру Бобовай «Сколопендра»
- Фаршедвард Али-бей — хайль-баши
- Карен Рудаби — висак-баши
- Доктор Кадаль
- Рашид аль-Шинбии